# Fuzuli (ciudad)
Fuzuli (en azerí: Füzuli), conocida como Varanda (en armenio: Վարանդա) mientras estuvo bajo control armenio, es una localidad de Azerbaiyán, capital del raión homónimo. La ciudad fue recuperada para Azerbaiyán el 17 de octubre de 2020 y su control consolidad tras el acuerdo de alto el fuego con que supuso el fin de la segunda guerra del Alto Karabaj.
Según el orden "Sobre el establecimiento de días de las ciudades en los territorios de la República de Azerbaiyán liberados de la ocupación" firmado en julio de 2023 por el presidente de Azerbaiyán Ilham Aliyev cada año el 17 de octubre se celebrará solemnemente como día de la ciudad de Fuzuli.

## Historia
Fuzuli fue conocido como Qarabulaq hasta 1827 cuando pasó a llamarse Karyagino (en ruso: Карягино) en honor a Pavel Karyagin, un héroe militar ruso de la guerra ruso-persa. Fue administrado como parte del uyezd de Dzhebrail durante el Imperio ruso. Más tarde, la ciudad se convirtió en el centro administrativo del uezd ("condado"), y este último pasó a llamarse con el mismo nombre uyezd de Karyagino. Según la publicación de 1915 del Calendario Caucásico, Karyagino tenía una población de 400 habitantes en 1914, en su mayoría rusos.
La ciudad pasó a llamarse Füzuli en 1959 en honor al poeta Fuzûlî del siglo XVI. Durante los años soviéticos, la ciudad fue el centro administrativo del distrito de Füzuli de la República Socialista Soviética de Azerbaiyán. Según el censo de 1979, en la ciudad vivían 13.091 personas, de las cuales el 87% eran azerbaiyanos y el 7,4% rusos y ucranianos. 

### Ocupación armenia
Durante la primera guerra del Alto Karabaj, la ciudad fue capturada por las fuerzas armenias el 23 de agosto de 1993. Posteriormente, la ciudad se convirtió en un pueblo fantasma después de su captura por las fuerzas armenias y la expatriación de su población azerbaiyana. Posteriormente, se convirtió en parte de la provincia de Hadrut de la de facto República de Artsaj y la ciudad pasó a llamarse Varanda durante su existencia.  Recibió su nombre del melicato armenio de Varanda de la Edad Media, que gobernó el área de lo que más tarde se convirtió en Fuzuli. En 2010, la ciudad tenía una población de 99 habitantes.

### Guerra de 2020 y reconstrucción
En el contexto de la guerra del Alto Karabaj de 2020, el 17 de octubre de 2020, el presidente de Azerbaiyán, Ilham Aliyev, declaró que el ejército azerbaiyano había retomado el control de la ciudad. Al día siguiente, el Ministerio de Defensa de Azerbaiyán publicó un video de Fuzuli que mostraba a soldados azerbaiyanos izando la bandera de Azerbaiyán en el centro de la ciudad.
Como parte de un proyecto de reconstrucción masivo, se construirá una nueva carretera a Shusha a través de Fuzuli, según el presidente Aliyev, quien anunció el plan de construcción durante su visita del 16 de noviembre de 2020 a las ruinas de esta última ciudad. El proceso se inició con efecto inmediato, los informes de prensa sugirieron que la nueva carretera de varios carriles de 101 km debería estar terminada a mediados de 2022.
El 5 de enero de 2021, el presidente de Azerbaiyán, Ilham Aliyev, anunció que se planeaba construir un aeropuerto internacional cerca de Fuzuli. Cuatro días después, también se hizo público el plan para un ferrocarril Fuzuli-Shusha. El Aeropuerto Internacional de Fuzuli fue inaugurado el 26 de octubre de 2021 por los presidentes de Azerbaiyán y Turquía.
El 18 de agosto de 2023 comenzó el primer reasentamiento de residentes en la ciudad de Fuzuli, con el que 23 familias azerbaiyanas regresan a la ciudad.

## Demografía
Según estimación de 1989 contaba con 7.246 habitantes.
Según estimación de 2010 contaba con 10 034 habitantes, aunque de acuerdo a fuentes armenias la población actual del lugar no supera las 500 personas.
|              | 1939      | 1939       | 1979      | 1979       | 2005      | 2005       |
| Grupo étnico | Población | Porcentaje | Población | Porcentaje | Población | Porcentaje |
| ------------ | --------- | ---------- | --------- | ---------- | --------- | ---------- |
| Azeríes      | 4799      | 80,6%      | 11.390    | 87%        | -         | -          |
| Armenios     | 795       | 13,4%      | 678       | 5,2%       | 99        | 100%       |
| Rusos        | 301       | 5,1%       | 975       | 7,4%       | -         | -          |
| Ucranianos   | 13        | 0,2%       | 975       | 7,4%       | -         | -          |
| Tártaros     | -         | -          | 7         | 0,1%       | -         | -          |
| Avares       | -         | -          | 5         | 0,1%       | -         | -          |
| Georgianos   | 2         | 0,1%       | 3         | 0,1%       | -         | -          |
| Judíos       | 7         | 0,1%       | -         | -          | -         | -          |
| Lezguinos    | 4         | 0,1%       | -         | -          | -         | -          |
| Alemanes     | 3         | 0,1%       |           |            |           |            |
| Talisíes     | 1         | 0,1%       | -         | -          | -         | -          |
| Otros        | 1         | 0,1%       | -         | -          | -         | -          |
| Total        | 5953      | 100%       | 13.091    | 100%       | 99        | 100%       |

## Personajes ilustres
- Ilyas Afandiyev (1914-1996): escritor azerí que fue  Artista Honorario de Azerbaiyán (1960) y Escritor del Pueblo de Azerbaiyán (1979).[21]
- Gara Garayev (1992): futbolista azerí que fue nombrado Futbolista Azerí del Año (2014), actualmente jugador del FK Qarabağ.

## Galería

Mezquita Haji Alakbar
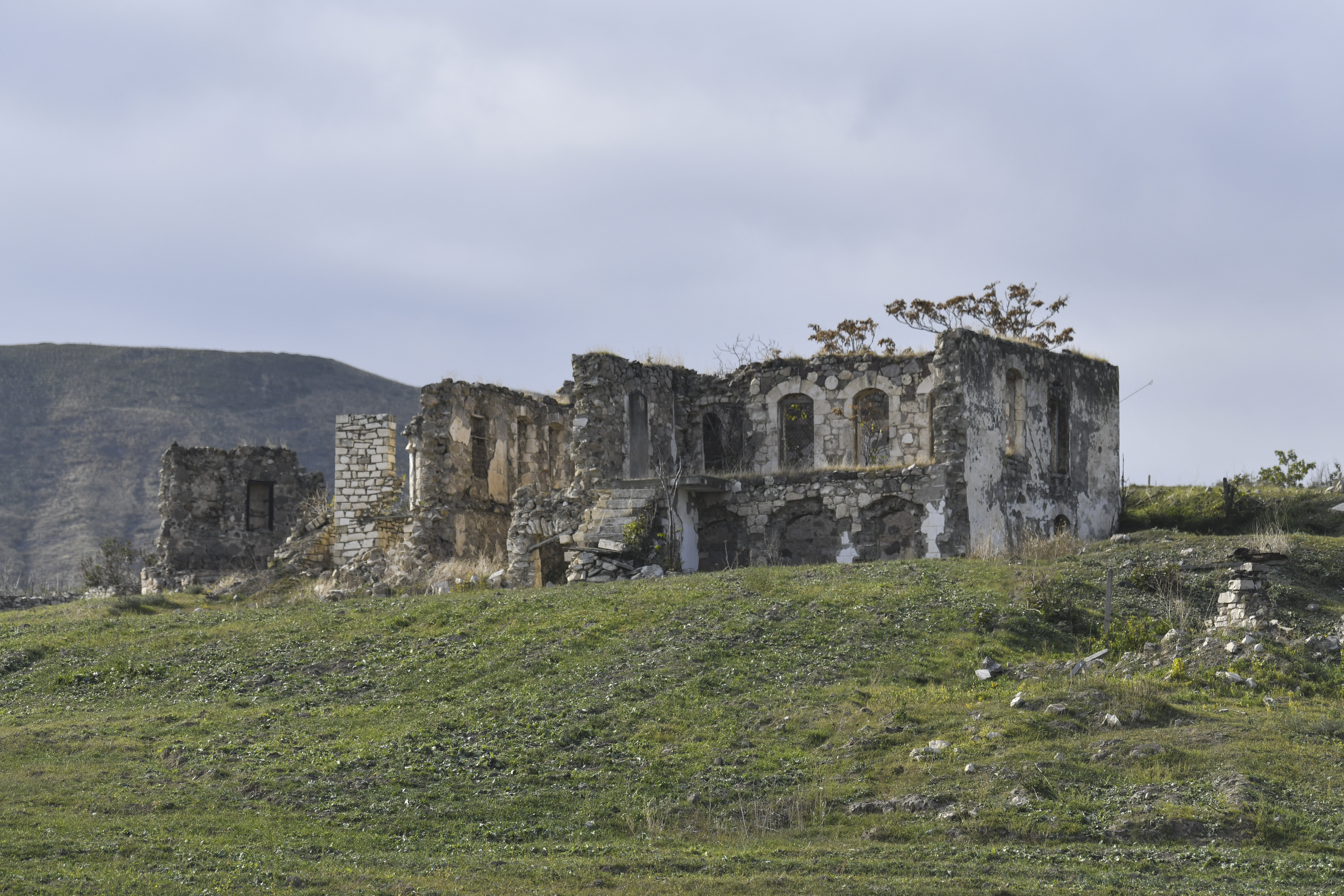
Ruinas de Fuzuli
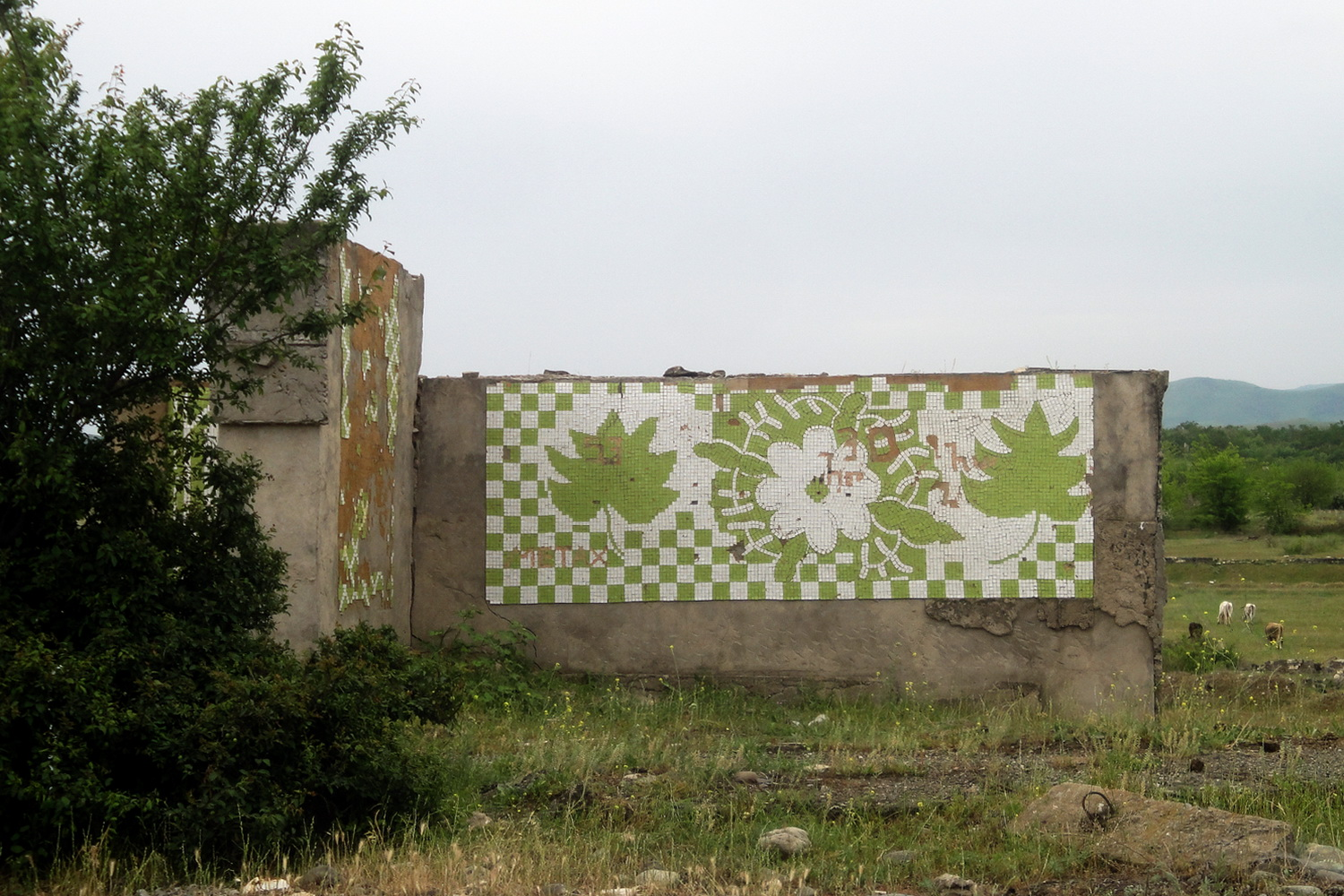
Antigua estación de buses de Fuzuli
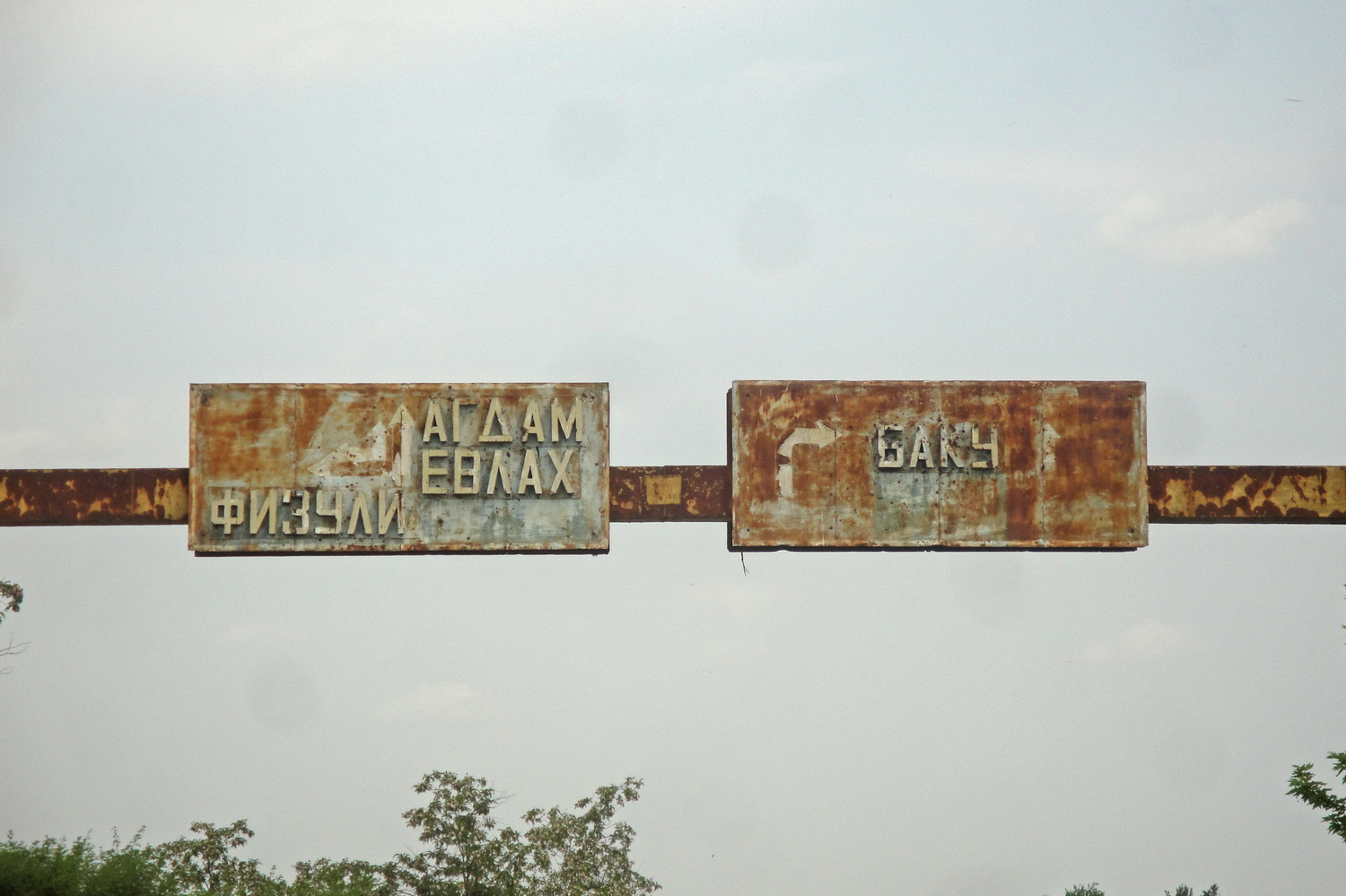
Antigua señal de tráfico en Fuzuli
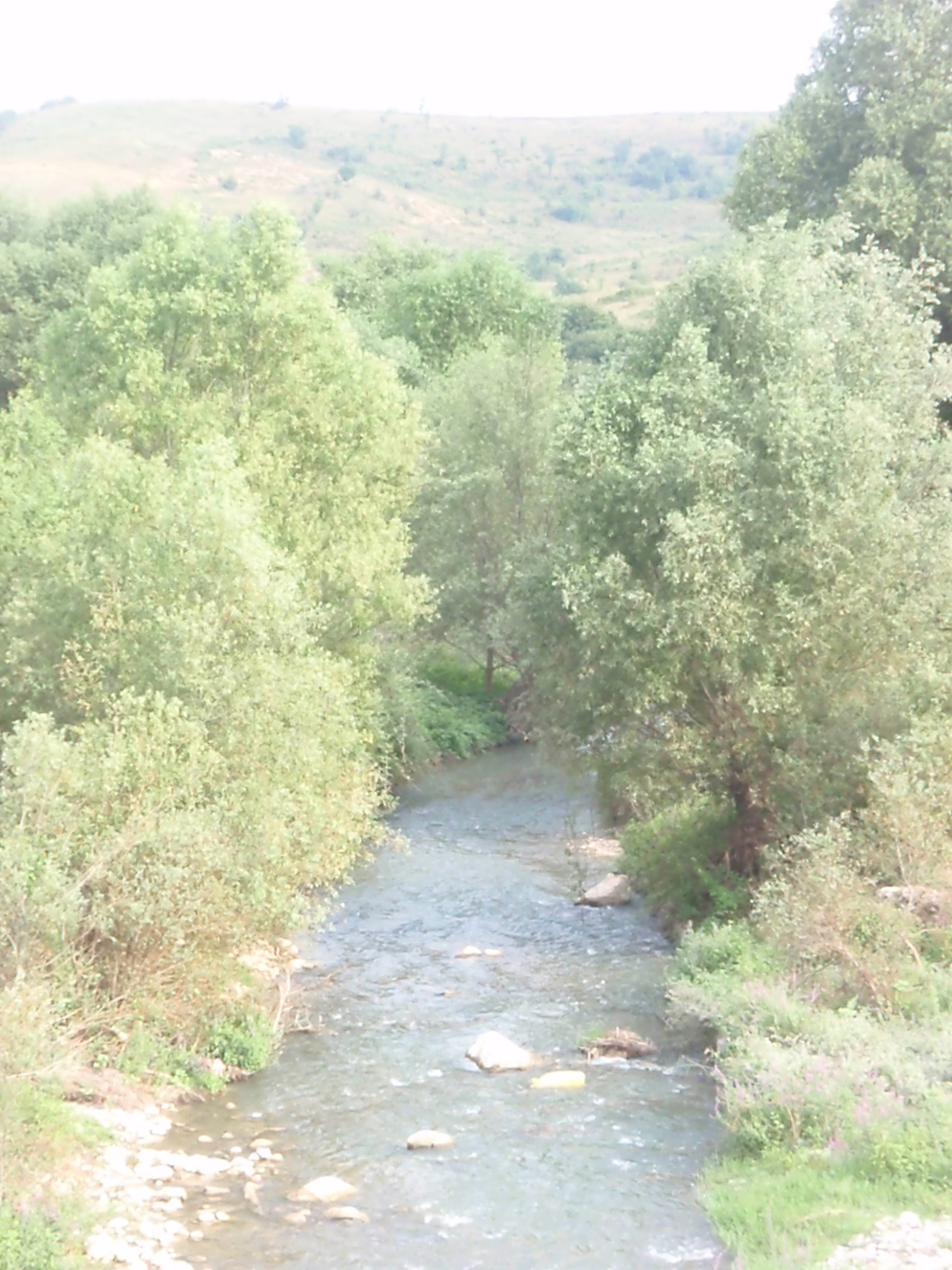
Río Varanda
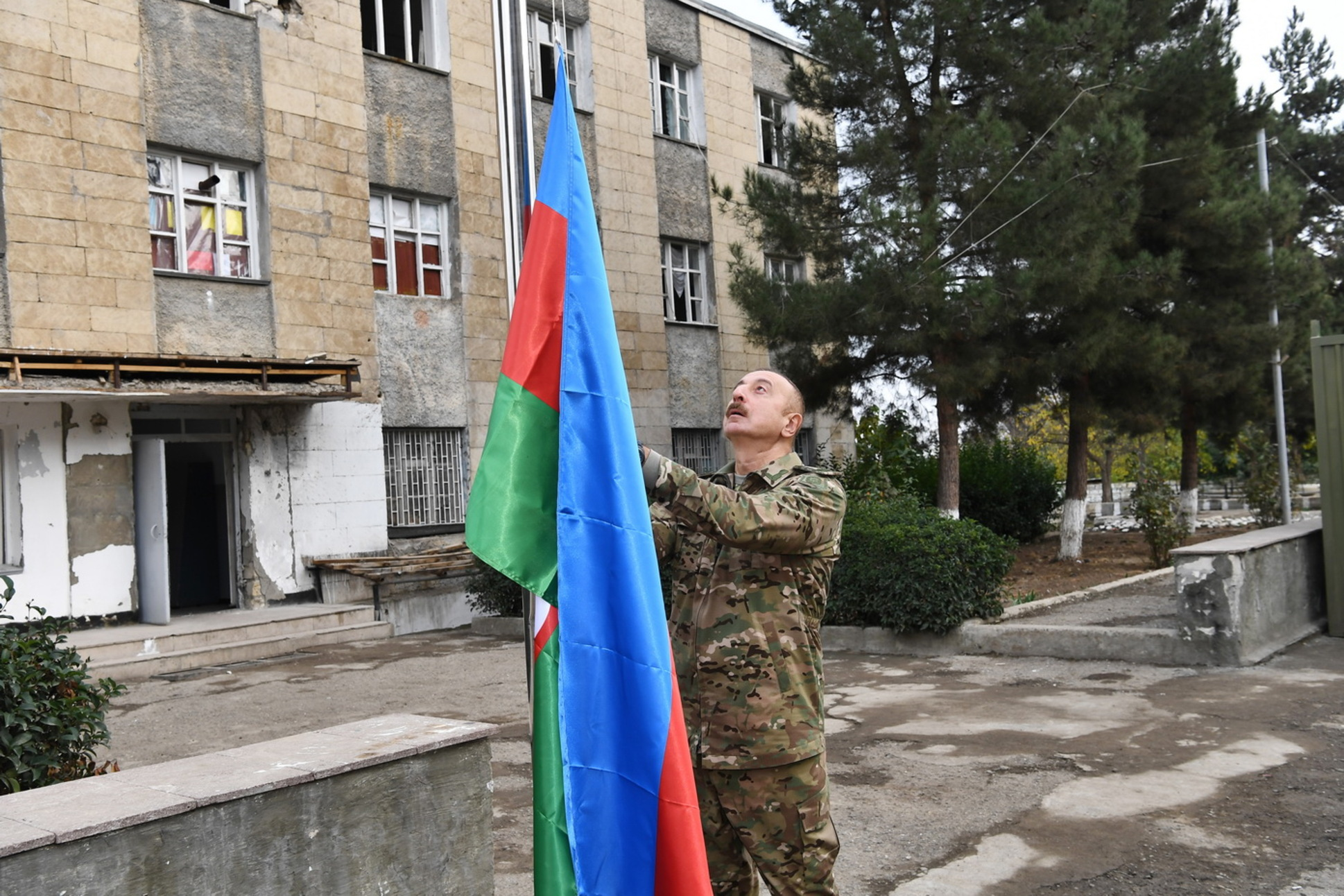
Ilham Aliyev izando la bandera de Azerbaiyán en Fuzuli, 16 de noviembre de 2020
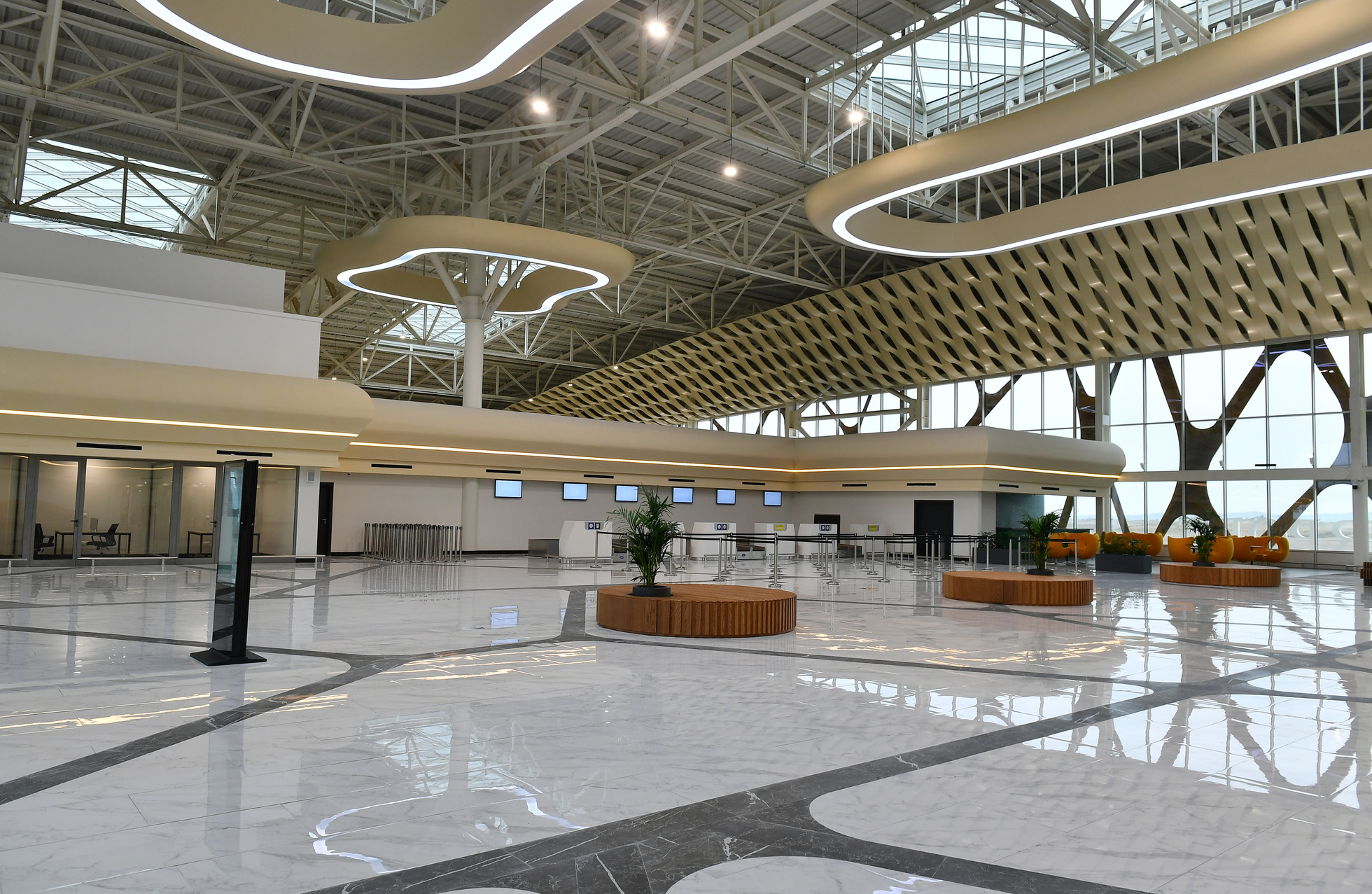
Aeropuerto internacional de Fuzuli